# Шульц, Филлип
Филип Шульц (дат. Phillip Schultz; род. 24 июля 2000, Рёдовре, Копенгаген) — датский хоккеист, нападающий.

## Карьера
Начинал свою карьеру в системе клуба «Рёдовре Майти Буллз». С 2018 по 2020 гг. выступал в Западной хоккейной лиге за канадскую «Викторию Ройялс», одно время был ее капитаном. Затем Шульц вновь вернулся в Данию.

### В сборной
Входил в состав юниорских и молодежной сборной страны, являясь их капитаном. В 2024 году Филип Шульц дебютировал за главную национальную команду на Чемпионате мира в Чехии.